# Casa de Passagem
A Casa de Passagem (ou Centro Brasileiro da Criança e do Adolescente) foi uma organização não-governamental (ONG) fundada em 2 de Janeiro de 1989, em Recife, por Ana Vasconcelos, Cristina Mendonça e Nilvana Casteli, criada com o objetivo de atender as crianças de rua do Recife e, em especial, as meninas e mulheres em situação de rua, atendendo cerca de 2500 jovens apenas nas suas duas primeiras décadas. A Casa criou 3 programas: Passagem para a Vida, ainda em 1989, o Iniciação ao Trabalho e o Comunidade e Cidadania. Em 2019, contudo, a Casa de Passagem fechou devido à Pandemia de COVID-19.
1. 1 2 3 4 5  «Congresso Nacional realiza sessão solene em comemoração ao 8 de março». Ministério dos Direitos Humanos e da Cidadania. Consultado em 22 de agosto de 2023
2. 1 2  «Prefeitura do Recife - Assistência Social - Primeiro CREAS do Recife é inaugurado pelo prefeito João da Costa». www.recife.pe.gov.br. Consultado em 22 de agosto de 2023
3. ↑  Cole, Sally (1994). «VII Pescadeiras e operárias: novos trabalhos para as mulheres». Etnográfica Press. 119 páginas. Consultado em 22 de agosto de 2023
4. ↑  de Mendonça, Maria Cristina Vasconcelos (2008). CASA DE PASSAGEM NO ATENDIMENTO SISTÊMICO À CRIANÇA, AO ADOLESCENTE E À FAMÍLIA. Recife: Edições Bagaço (https://www.bagaco.com.br/). p. 27. ISBN 978-85-373-0371-9